# Да Силва, Жулио Сезар
Жулио Сезар да Силва (порт. Júlio César da Silva; 8 марта 1963, Бауру, Сан-Паулу) — бразильский футболист, центральный защитник. Выступал за сборную Бразилии.

«Жулио Сезар, несомненно, один из лучших защитников, которых я видел в футбольном мире».— Джоване Элбер

## Клубная карьера
Жулио Сезар — воспитанник клуба «Нороэстре». В 1979 году он перешёл в клуб «Гуарани» (Кампинас). В том же году он начал тренироваться с основным составом клуба. В 1981 году он помог Гуарани выиграть серию В бразильского первенства. 17 января 1982 года Жулио Сезар дебютировал в серии А чемпионата Бразилии в гостевой игре с «Ботафого», завершившегося победой «Гуарани» со счётом 2:1, где заменил нападающего Энрике. За «Гуарани» Жулио Сезар выступал до 1986 года, в котором помог клубу выиграть серебряные медали бразильского чемпионата. В 1986 году Жулио Сезар перешёл во французский клуб «Брест», там он провёл 1 сезон, прежде чем перешёл в клуб «Монпелье», в составе которого стал лидером игры команды, и с ней выиграл свой первый клубный трофей — Кубок Франции в 1990 году. Во время игры во Франции, Жулио Сезар получил очень серьёзную травму, из-за которой сорвался его переход в «Реал Мадрид».
В мае 1990 года Жулио Сезар перешёл в итальянский «Ювентус», искавший центрального защитника, подписав контракт на 2 года. Покупка Жулио Сезара, состоялась после неудачных переговоров клуба и игрока «Сампдории» Пьетро Верховода. «Ювентус» заплатил за переход бразильца 800 млн лир. Жулио Сезар дебютировал в составе «Ювентуса» в матче Суперкубка Италии с «Наполи», в котором «Старая Синьора» проиграла 1:5. После первых матчей, Жулио Сезар стал одним из самых критикуемых игроков «Юве». Однако тренерский штаб доверял Сезару, и он перестал часто ошибаться, став «столпом» обороны команды, а затем подписал новый контракт на 2,4 млрд лир в год. В составе «Юве» Жулио Сезар выступал 4 года, проведя 125 матчей и забив 4 гола. Последний матч за «Ювентус» он провёл 1 мая 1994 года против «Удинезе»; в этой игре «Старая Синьора» победила 1:0. Уход Жулио Сезара связан с приходом на пост главного тренера клуба Марчелло Липпи, считавшего, что уход «звёзд» в традициях «Ювентуса».
Выставленный на трансфер, Жулио Сезар, вёл переговоры с дортмундской «Боруссией» и греческим «Олимпиакосом». Жулио Сезар выбрал немецкий клуб. Там он провёл 4 года, за которые выиграл 2 чемпионата Германии, Суперкубок Германии, Лигу чемпионов и Межконтинентальный кубок. Периоды удачной игры бразильца в составе «Боруссии», чередовались частыми травмами. Летом 1998 года Жулио Сезар на правах аренды перешёл в «Ботафого», где выступал до ноября, когда вернулся в «Боруссию». Там бразилец играл до конца сезона, но на поле выходил чрезвычайно редко. В феврале 1999 года Жулио Сезар, за 100 тыс. фунтов, был арендован клубом «Панатинаикос». Затем он играл за «Вердер», а завершил карьеру в клубе «Рио-Бранко» (Американа).

### Международная карьера
В составе сборной Бразилии Жулио Сезар начал играть, выступая за команду до 20-ти лет, с которой в 1981 году участвовал на юношеском чемпионате мира в Австралии, где бразильцы дошли до 1/4 финала; Жулио Сезар провёл на этом турнире все 4 игры. Затем, в 1984 году он играл за олимпийскую сборную Бразилии на предолимпийском турнире, проведя 1 матч.
В составе первой сборной он дебютировал 8 апреля 1986 года в товарищеской игре с ГДР. В 1986 году он поехал на чемпионат мира, там провёл все 5 игр. В 1/4 финала с Францией, в серии послематчевых пенальти, Жулио Сезар последним бил с 11-метровой отметки, но попал в штангу. На следующий год он поехал со сборной на Кубок Америки, но там провёл только 1 игру. Всего за сборную Жулио Сезар сыграл 14 матчей.

## Достижения

### Командные
- Обладатель Кубка Франции: 1990
- Обладатель Кубка УЕФА: 1993
- Чемпион Германии: 1995, 1996
- Обладатель Суперкубка Германии: 1995, 1996
- Победитель Лиги чемпионов: 1997
- Обладатель Межконтинентального кубка по футболу: 1997

### Личные
- Обладатель Серебряного мяча Бразилии: 1981